# ジャネット・ランキン
ジャネット・ピカリング・ランキン（英語: Jeannette Pickering Rankin、1880年6月11日 - 1973年5月18日）は、アメリカ合衆国の政治家。史上初の女性アメリカ下院議員。
生涯を通じて平和主義者として活動し、自国が第一次・第二次大戦に参戦することについて、ただ一人両方に反対したことで知られ、ベトナム戦争でも反戦活動の先頭に立った。

## 生涯
アメリカ合衆国、モンタナ州ミズーラで、牧場主と教師の子として生まれた。
1902年モンタナ大学卒。1908年に社会奉仕活動の経験を始めるきっかけになったニューヨークに移住。その後シアトルのワシントン大学に入学し、初期の選挙権運動に参加。モンタナ州での女性参政権容認に重要な役割を果たしたうちの一人といえる。
1916年11月7日、下院議員に共和党から出馬して、モンタナ州選出議員として当選。1917年3月4日に初登院した。1年もしないうちに第一次世界大戦への参戦を決める議決において、彼女は他の55名とともに反対し、新聞などで非難された。戦争には反対したものの、戦費調達のための自由公債を購入し、また徴兵令には賛成した。1918年、共和党上院議員候補の指名を受けようとしたが得られず、無所属候補として立候補したが落選。その後約20年間、ワシントンD.C.でロビイストとして活動した。
1940年、反戦を政策に掲げ、再び下院議員に当選した。1941 - 1943年在任。真珠湾攻撃の後に開かれた議会において、「女は戦争に行けないから、私は他の誰をも戦争に行かせることができない。」と発言して、下院で唯一、開戦・対日宣戦布告に反対。対独・対伊宣戦布告には態度を曖昧にした。次の選挙には出馬しなかった。その後、何度かインドを訪問し、マハトマ・ガンディーら同志の平和主義者と会談した。

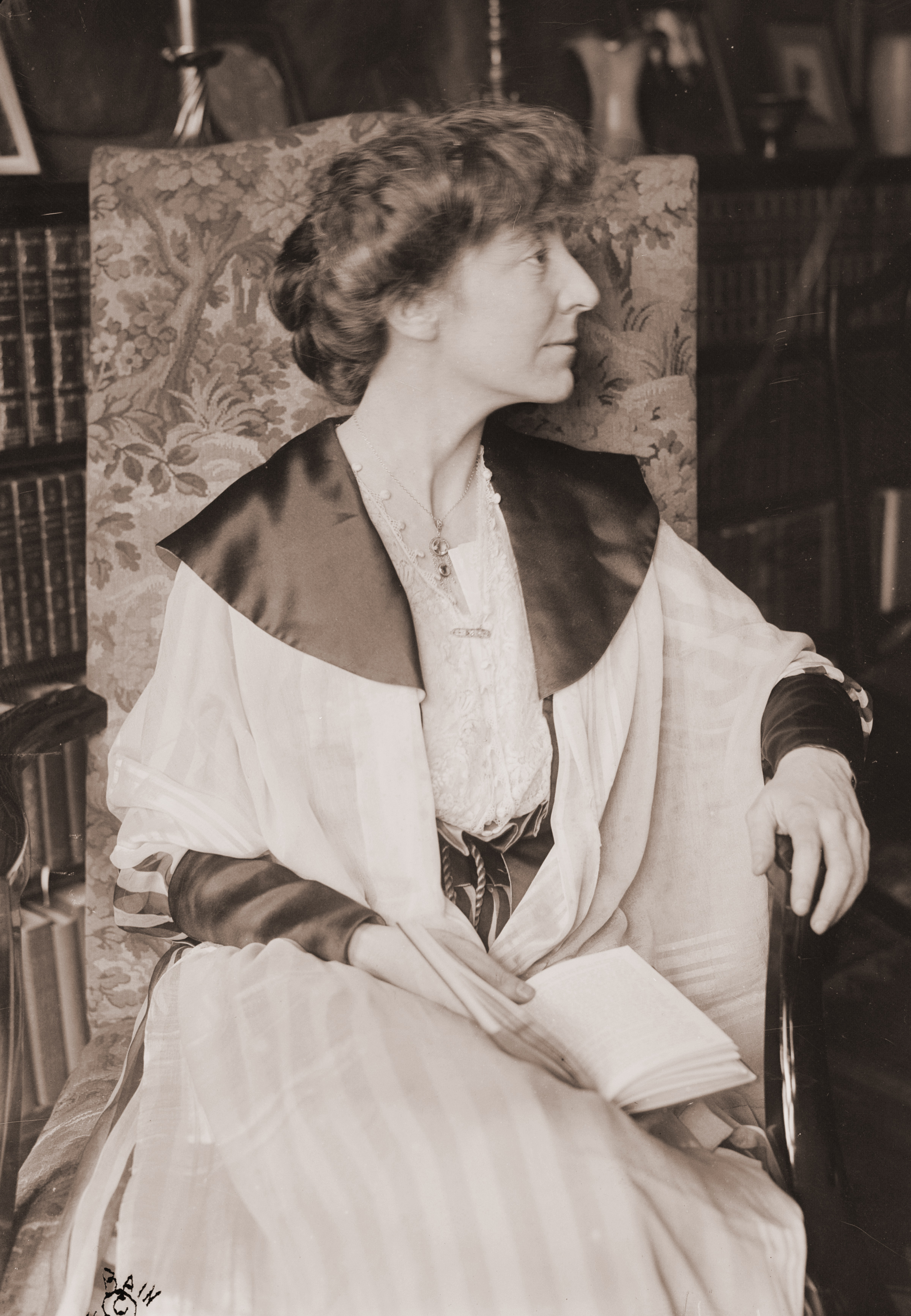
ジャネット・ランキン

1968年、「ジャネットランキン旅団」と名乗る5,000人を超える女性を引き連れ、アメリカの国会議事堂に向かって行進し、ベトナム戦争への介入に対し反対をアピール。1972年全米女性機構 (NOW) が、彼女を偉大な女性改革家として「スーザン・アンソニー名誉の殿堂」入りに選出し、多年の活動に感謝の意を表した。
1973年、カリフォルニア州のカーメルにて死去。 1985年、銅像が連邦議事堂内国立彫像ホール・コレクションに飾られることになった。

## 評伝
- 大蔵雄之助『一票の反対　ジャネット・ランキンの生涯』 文藝春秋、1989年／麗澤大学出版会、2004年 ISBN 978-4-89205-480-8。
- ハンナ・ジョセフソン『絶対平和の生涯　アメリカ最初の女性国会議員ジャネット・ランキン』 小林勇訳、藤原書店、1997年 ISBN 978-4-89434-062-6
- メアリー・バーマイヤー・オブライエン『非戦の人　ジャネット・ランキン』 南部ゆり・安斎育郎訳、水曜社、2004年 ISBN 978-4-88065-129-3